# Talais

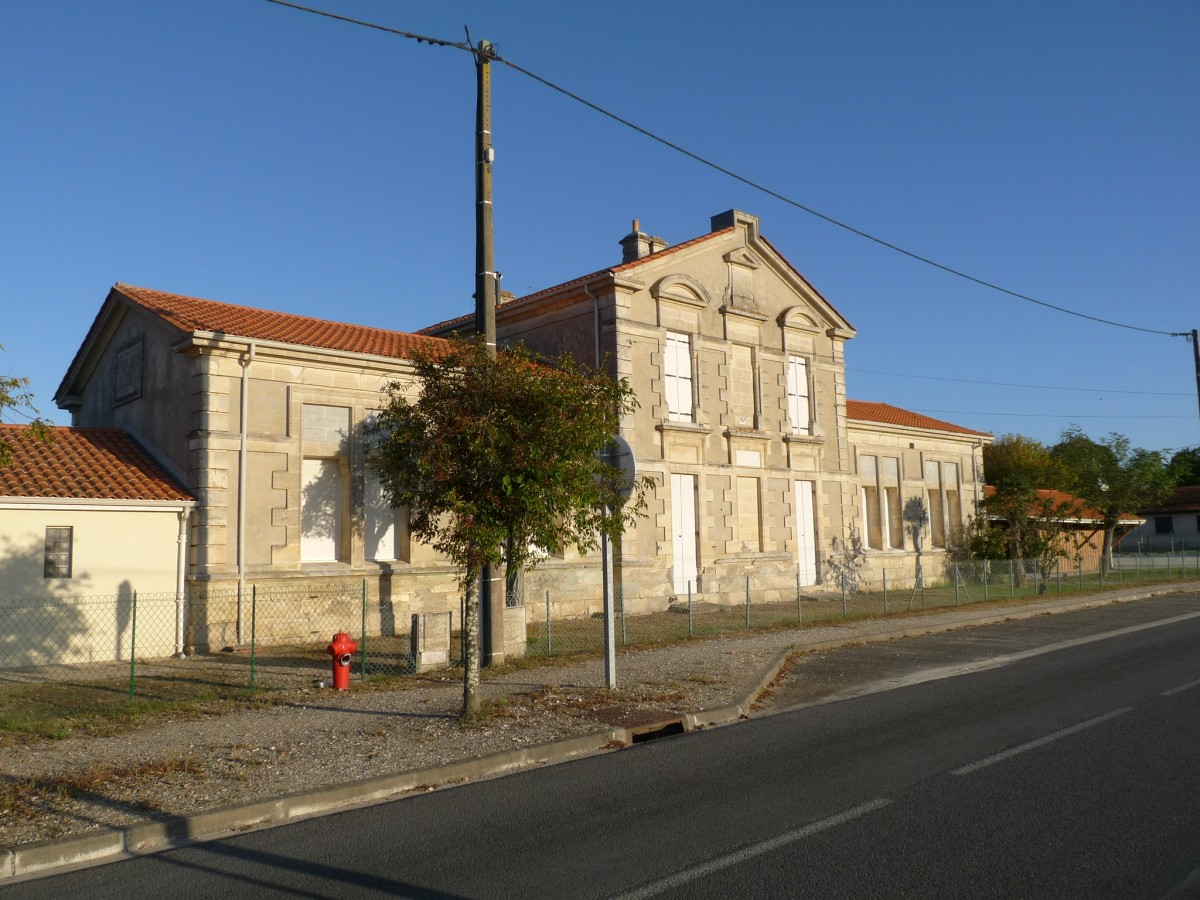
Schoolgebouw

Talais is een gemeente in het Franse departement Gironde (regio Nouvelle-Aquitaine) en telt 547 inwoners (1999). De plaats maakt deel uit van het arrondissement Lesparre-Médoc.

## Geografie
De oppervlakte van Talais bedraagt 15,4 km², de bevolkingsdichtheid is 35,5 inwoners per km².
De onderstaande kaart toont de ligging van Talais met de belangrijkste infrastructuur en aangrenzende gemeenten.

## Demografie
Onderstaande figuur toont het verloop van het inwonertal (bron: INSEE-tellingen).